# Issa Ali
Issa Ali (en árabe: عيسى علي البلوشي‎; Emiratos Árabes Unidos, 2 de abril de 1981) es un exfutbolista de los Emiratos Árabes Unidos que jugaba en la posición de centrocampista.

## Carrera

### Club
| Periodo   | Club         | Apariciones | Goles |
| --------- | ------------ | ----------- | ----- |
| 2002-2013 | Al Wasl FC   | 45          | 25    |
| 2013-2014 | Al-Shaab CSC | 20          | 1     |

### Selección nacional
Jugó para Emiratos Árabes Unidos en siete ocasiones de 2007 a 2009 y participó en la Copa Asiática 2007.

## Logros
- UAE Pro League (1): 2006/07
- Copa Presidente de Emiratos Árabes Unidos (1): 2007
- Copa de Clubes Campeones del Golfo (1): 2010[1]